# マザー・イン・シャドウ
「マザー・イン・シャドウ」 (Have You Seen Your Mother, Baby, Standing in the Shadow?)は、ローリング・ストーンズの1966年のシングル。作詞・作曲はミック・ジャガーおよびキース・リチャーズ。英米同日発売され、スマッシュヒットしている。ジャガー/リチャーズの作詞作曲。彼らの全楽曲中で最も長いタイトルを持つ楽曲でもある。

## 解説
いわゆるサイケデリック・ムーヴメントに影響を受けたとされる混沌としたアレンジ、ミックスが特徴。非常にラウドなブラスセクションのアレンジはジャック・ニッチェ。他にピアノの音が確認出来る。歌詞も含め、敢えて明瞭さを追求しないような混沌とした作風にしているのはキース・リチャーズがそうした作風のものをリリースしてみようと述べたためだという。しかし、ミック・ジャガーはこの曲について「究極の幻覚症状」と述べ、このような作風の発案者とされるキースに至っては、完成版のミックスに納得出来なかったという。
オリジナルアルバムには収録されておらず、アルバム初収録は英国では1966年秋リリースのコンピレーション・アルバム『ビッグ・ヒッツ (ハイ・タイド・アンド・グリーン・グラス)』、米国では翌年リリースのコンピレーション・アルバム『フラワーズ』である。また、米国ではそれより先にライブヴァージョンが『ガット・ライヴ・イフ・ユー・ウォント・イット!』に収録されている（1966年10月7日、ブリストルのコルストンホールにて収録。ただし、オーバーダビングが為されている）が、後年ではライブで取り上げられることはあまりないようである。
アメリカ盤シングルのジャケットには女装した5人のメンバーの集合写真があしらわれている。撮影はのちに映画監督になるジェリー・シャッツバーグ。
また、ピーター・ホワイトヘッドの監督によるプロモーションフィルムも撮影された。

## 収録アルバム
代表的なもののみ列挙。
- ビッグ・ヒッツ (ハイ・タイド・アンド・グリーン・グラス) （1966年、UK盤のみ。UK初出）
- ガット・ライヴ・イフ・ユー・ウォント・イット! （1966年、U.S.。事実上のUS初出）
- フラワーズ （1967年、U.S.）
- スルー・ザ・パスト・ダークリー (ビッグ・ヒッツ Vol.2) （1969年、U.S.盤のみ）
- モア・ホット・ロックス （1972年、U.S.）
- ロールド・ゴールド〜ヴェリー・ベスト・オブ・ザ・ローリング・ストーンズ （1975年）
- シングル・コレクション (ザ・ロンドン・イヤーズ) （1989年）
- フォーティ・リックス （2002年。英題が短縮表記された）